# Nijlen
Nijlen est une commune flamande de Belgique dans la province d'Anvers.
Anciennement Nylen.

## Localités et sections de la commune
| # | Section | Superf. (km²) | Habitants (2020) | Habitants par km² | Code INS |
| - | ------- | ------------- | ---------------- | ----------------- | -------- |
| 1 | Nijlen  | 17,73         | 13.219           | 746               | 12026A   |
| 2 | Bevel   | 6,60          | 2.184            | 331               | 12026B   |
| 3 | Kessel  | 14,87         | 7.529            | 506               | 12026C   |

## Héraldique
|  | La commune possède des armoiries qui lui ont été octroyées le 8 octobre 1819 et à nouveau le 25 mai 1838. Elles furent à nouveau octroyées avec des nouvelles couleurs le 7 janvier 1952 et à nouveau le 2 septembre 1985. Elles sont une combinaison des lions des ducs de Brabant et du Limbourg. La région appartenait à la fin du XIIIe et au XIVe siècle au Brabant et le sceau local de 1296 montrait les armoiries déchirées avec les quatre lions. Ce sceau a été envoyé au Collège des armoiries néerlandais au début du XIXe siècle, mais aucune couleur n'a été mentionnée dans la demande. Les armoiries ont donc été attribuées aux couleurs nationales néerlandaises. Celles-ci ont été confirmées après l'indépendance de la Belgique. Ce n'est qu'en 1952 que les couleurs historiques ont été restaurées et que le lion du Limbourg a été corrigé car le lion devait être à deux queues. Ces armoiries ont été confirmées après la fusion de 1977, les trois anciennes communes ayant appartenu au même tribunal en 1298 et le sceau sur lequel étaient basées les armoiries couvrait ainsi toute la région. Blasonnement : Parti en 1. et 4. de sable à un lion d'or, griffu et langué de gueules, en 2. et 3. d'argent à un lion de gueules, la queue fendue et inclinée, griffu, langué et couronné d'or. (Traduction libre) Source du blasonnement : Heraldy of the World. |

## Démographie

### Évolution démographique: Avant la fusion des communes
- Sources : INS, Rem. : 1831 jusqu'en 1970 = recensements, 1976 = nombre d'habitants au 31 décembre[3].

### Évolution démographique: Commune fusionnée
Graphe de l'évolution de la population de la commune (la commune de Nijlen étant née de la fusion des anciennes communes de Nijlen, de Bevel et de Kessel, les données ci-après intègrent les trois communes dans les données avant 1977).
- Source : DGS - Remarque: 1806 jusqu'à 1981=recensement; depuis 1990=nombre d'habitants chaque 1er janvier[4]